# Stephen Gerhard Stehli
Stephen Gerhard Stehli (* 10. Juni 1961 in New York City) ist ein deutscher Verwaltungsjurist und Politiker (CDU). Er ist seit 2021 Mitglied des Landtages von Sachsen-Anhalt. Zuvor war er Ministerialrat und Referatsleiter im sachsen-anhaltischen Kultus- bzw. Bildungsministerium.

## Herkunft, Ausbildung und Beruf
Stehli wuchs im New Yorker Stadtbezirk Queens auf. Seine Eltern waren Anfang der 1950er-Jahre aus Deutschland in die Vereinigten Staaten emigriert, wo sie zunächst eine deutsche Bäckerei, dann eine Eisdiele betrieben. Aufgrund des Geburtsortsprinzips hat er neben der deutschen auch die amerikanische Staatsbürgerschaft. Er besuchte die Redeemer Lutheran School in seiner Geburtsstadt. Als er 14 Jahre alt war, zog die Familie nach Menden im Sauerland, wo Stehli das katholische Heilig-Geist-Gymnasium besuchte, bevor er 1980 am Otto-Hahn-Gymnasium in Karlsruhe-Waldstadt die Abiturprüfung ablegte. Danach leistete er seinen Grundwehrdienst. Stehli blieb der Bundeswehr anschließend als Reservist verbunden, mittlerweile hat er den Rang eines Oberstleutnants der Reserve. 
Er begann 1981 sein Studium der Rechtswissenschaft an der Ludwig-Maximilians-Universität München und wechselte 1982 an die Rheinische Friedrich-Wilhelms-Universität Bonn. Hier wurde er Mitglied der Burschenschaft der Norddeutschen und Niedersachsen. 1983–84 besuchte er die Universität Genf und im Jahr 1984 die London School of Economics and Political Science (summer course), bevor er 1987 das erste juristische Staatsexamen ablegte. Er war zunächst Stipendiat der Studienstiftung des deutschen Volkes, danach der Konrad-Adenauer-Stiftung. 1987–1990 leistete er seinen juristischen Vorbereitungsdienst als Rechtsreferendar im Oberlandesgerichtsbezirk Köln am Landgericht Bonn ab. Einen Teil des Referendariats absolvierte er an der Hochschule für Verwaltungswissenschaften in Speyer. Er legte 1990 das zweite juristische Staatsexamen ab. 
Nach kurzer Tätigkeit als Justitiar bei einem Pharmaunternehmen in Hagen wechselte er 1991 in die Landesverwaltung des nach der deutschen Einheit wiedererrichteten Landes Sachsen-Anhalt, wo er zunächst als Referent in der Staatskanzlei tätig war. Noch im selben Jahr wechselte er jedoch als Leiter des Rechtsreferats in das Kultusministerium, seit 2002 ist das Referat auch für Kirchenangelegenheiten zuständig. Auch nach der Umbenennung des Ministeriums in Bildungsministerium 2016 blieb Stehli dort Referatsleiter mit der Amtsbezeichnung Ministerialrat. Seit seiner Wahl zum Landtagsabgeordneten 2021 ruht das Beamtenverhältnis.
Im Jahr 2000 legte er nach einem Fernstudium auch das Examen in Evangelischer Theologie ab. Im gleichen Jahr wurde er durch Bischof Axel Noack zum Prädikanten ordiniert. 
Stehli ist ledig, evangelisch und lebt in Magdeburg. Er hat keine Kinder. 

## Ehrenamtliches Engagement
Seit seiner Schulzeit hat sich Stehli in der Johanniter-Unfall-Hilfe engagiert, nach der deutschen Wiedervereinigung baute er deren heutigen Regionalverband Magdeburg/Börde/Harz mit auf, dessen ehrenamtliches Mitglied des Regionalvorstandes er bis zum September 2023 war. Dies wurde 1994 mit der Aufnahme in den Johanniterorden und der späteren Erhebung zum Rechtsritter des Ordens honoriert. Daneben ist er seit 1997 Vorsitzender des Fördervereins Dom zu Magdeburg, ehrenamtlicher Prädikant am Magdeburger Dom, Vorsitzender des Gemeindekirchenrates der evangelischen Domgemeinde, Präses der Synode des Kirchenkreises Magdeburg sowie Vizepräses der Landessynode der Evangelischen Kirche in Mitteldeutschland. Zudem gehört er dem Kuratorium des Ökumenischen Domgymnasiums Magdeburg an. Er leitet Studienreisen für die Otto-von-Guericke-Gesellschaft sowie Reisen in das Heilige Land für die Domgemeinde. Des Weiteren ist Stehli Vorsitzender des Zweigvereins Magdeburg der Steuben-Schurz-Gesellschaft für deutsch-amerikanische Freundschaft.
Für sein ehrenamtliches Engagement wurde er am 2. Oktober 2011 durch Bundespräsident Christian Wulff im Schloss Bellevue mit dem Verdienstkreuz am Bande des Verdienstordens der Bundesrepublik Deutschland ausgezeichnet.

## Politik
Stehli ist seit 1981 Mitglied der CDU und gehört dem Evangelischen Arbeitskreis der CDU Sachsen-Anhalt an. Am 17. September 2020 wurde er als Direktkandidat der CDU im Wahlkreis 10 (Magdeburg I), der den Norden der Landeshauptstadt umfasst, für die Landtagswahl in Sachsen-Anhalt 2021 nominiert. Bei der Landtagswahl gewann er das Direktmandat mit 29,2 % der Erststimmen gegen den bisherigen Mandatsinhaber und Spitzenkandidaten der AfD, Oliver Kirchner. Im Landtag ist Stehli Vorsitzender des Ausschusses für Bildung und Kultur sowie Mitglied im Rechtsausschuss.